# 7201 Kuritariku
7201 Kuritariku (1994 UF1) là một tiểu hành tinh vành đai chính được phát hiện ngày 25 tháng 10 năm 1994 bởi S. Otomo ở Kiyosato.